# Castelul Bettembourg

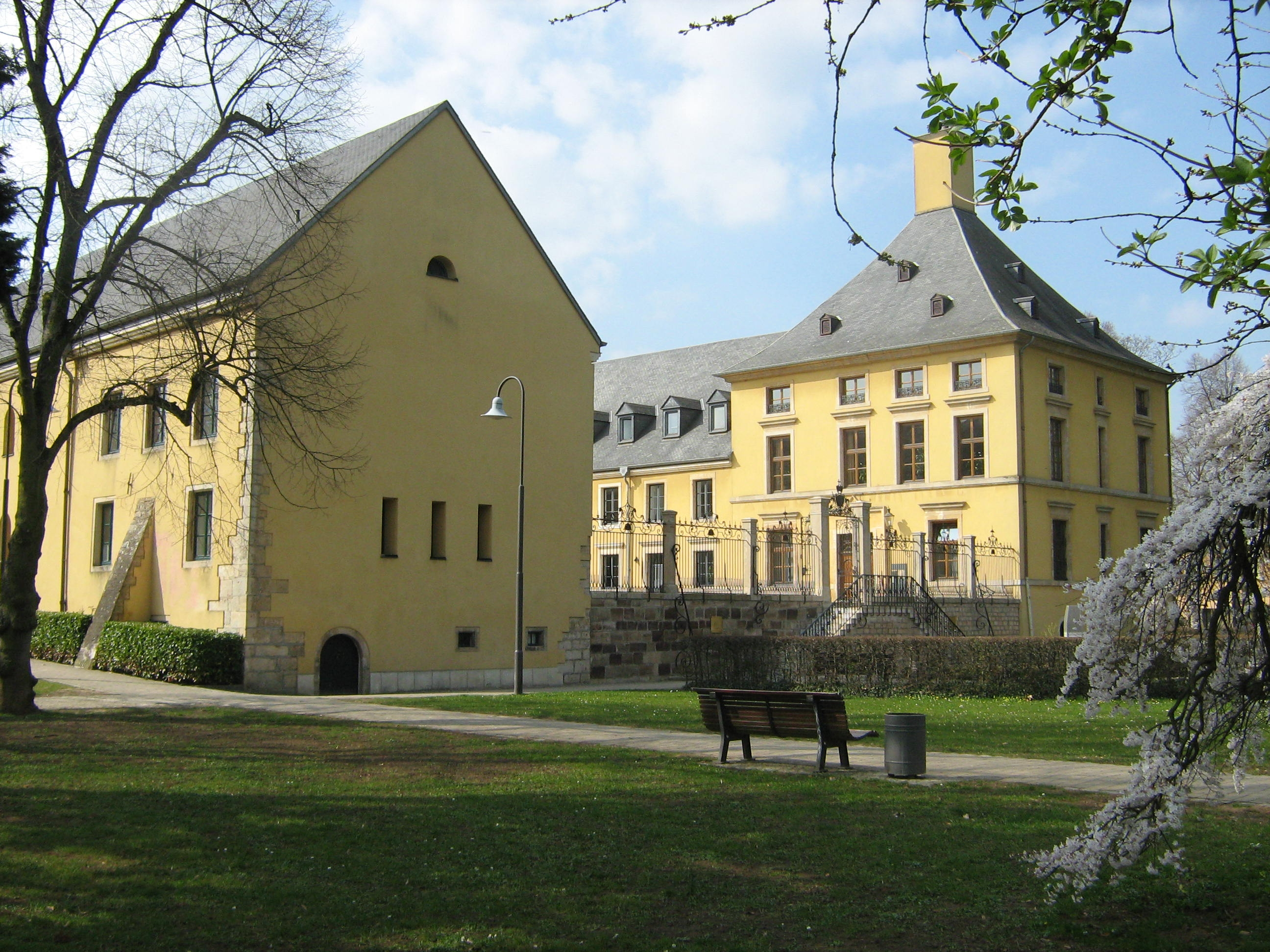
Castelul Bettembourg

Castelul Bettembourg (în franceză Château de Bettembourg), situat în centrul orașului Bettembourg, în sudul Luxemburgului, are o istorie începând din 1733, când a fost construit ca reședință a unei familii agricole. Astăzi găzduiește birourile și serviciile comunei.

## Istorie
În secolul al X-lea exista un mic fort în Bettembourg. Un turn a fost adăugat mai târziu, dar a fost înlăturat când au fost făcute alte adăugiri în secolul al XVII-lea.
Un al doilea castel a fost construit în jurul anului 1733 de către Lothaire de Zievel și soția sa Appolinaire-Agnès-Elisabeth de Haagen Motten. Pârâul din zonă, cunoscut sub numele de Düdelingerbach, a fost probabil unul dintre motivele pentru care au ales situl. Stilul arhitectural destul de auster a fost tipic perioadei, mai ales că a fost proiectată în interesul agriculturii. [2]
Cea mai veche parte a castelului este aripa de sud care adăpostea grajduri și hambare. Mai târziu a fost adăugată aripa de nord, acum partea principală a complexului în formă de U. În aproximativ 1759, Jean-Henri de Zievel l-a însărcinat pe arhitectul Rousselet de Boulay cu lucrări majore de restaurare. În 1765, la moartea ultimului membru al familiei De Zievel, castelul a ajuns în mâinile administratorului castelului, Marc-Antoine de Verniolles. Au urmat diverși proprietari, inclusiv membri ai familiei Hohenzollern-Hechingen-Haigerloch (1780), Charles Joseph Collart de Donnea, proprietarul fierăriei din Dommeldange (1807), urmat de diverși membri ai familiei Collart până în 1971. Când soția sa, Daisy Collart-Weber, a murit în 1969, August Collart a decis să vândă proprietatea. Comuna Bettembourg a cumpărat proprietatea în 1971 și, după ce a întreprins lucrări ample de restaurare și reconstrucție, a deschis clădirea ca primărie Bettembourg în 1991. [2]

## Galerie

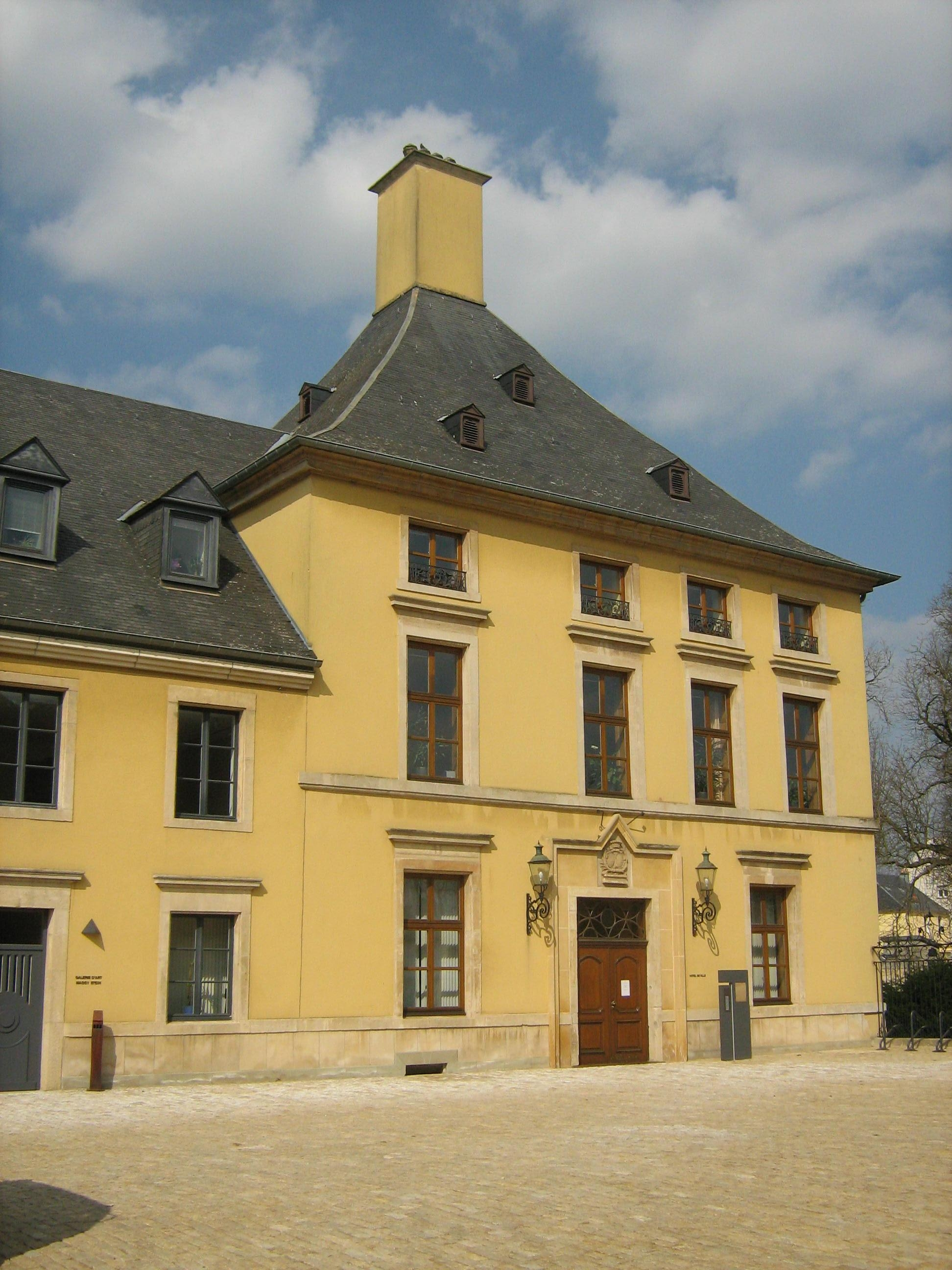
Partea primăriei
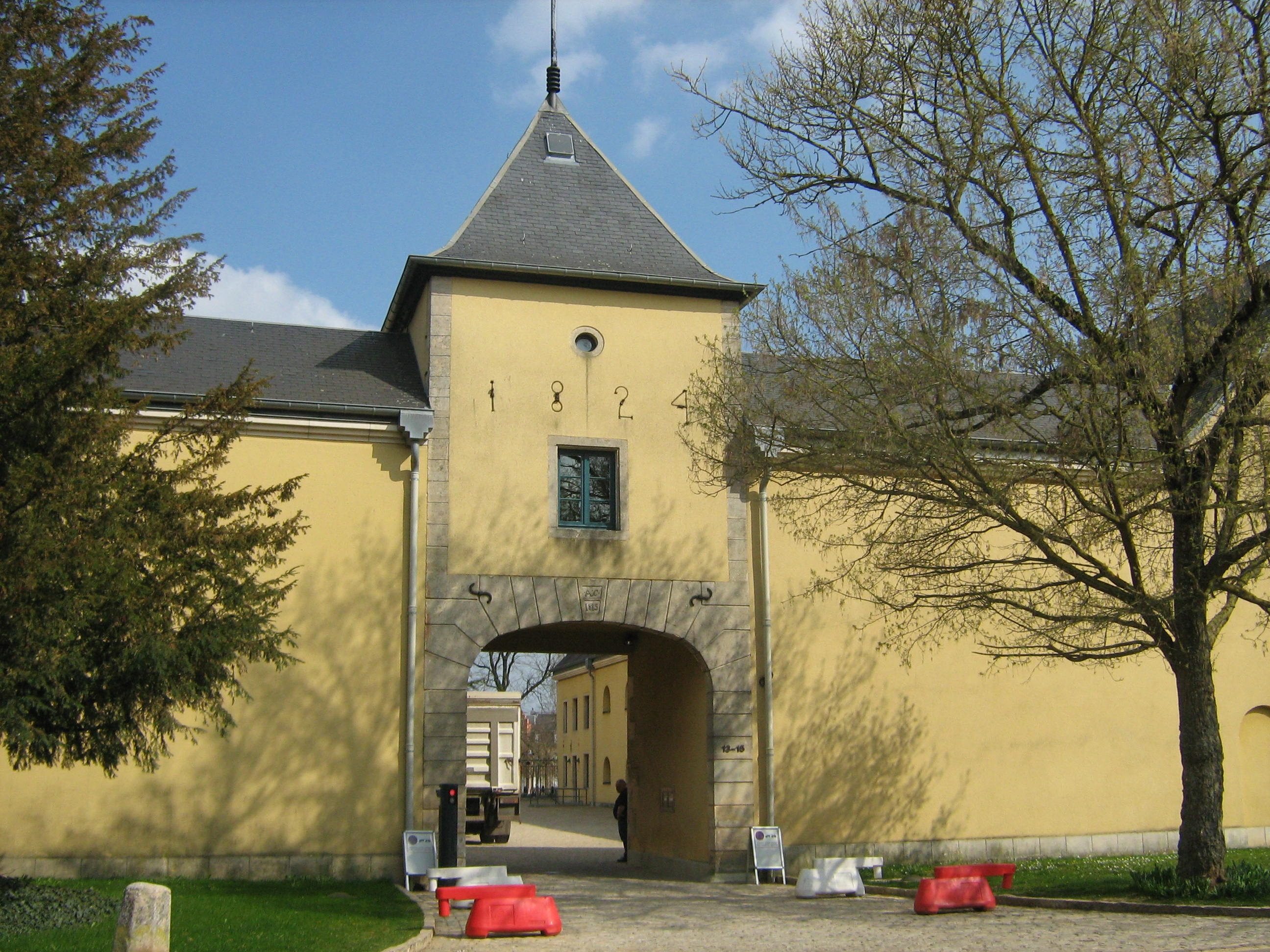
Poarta castelului
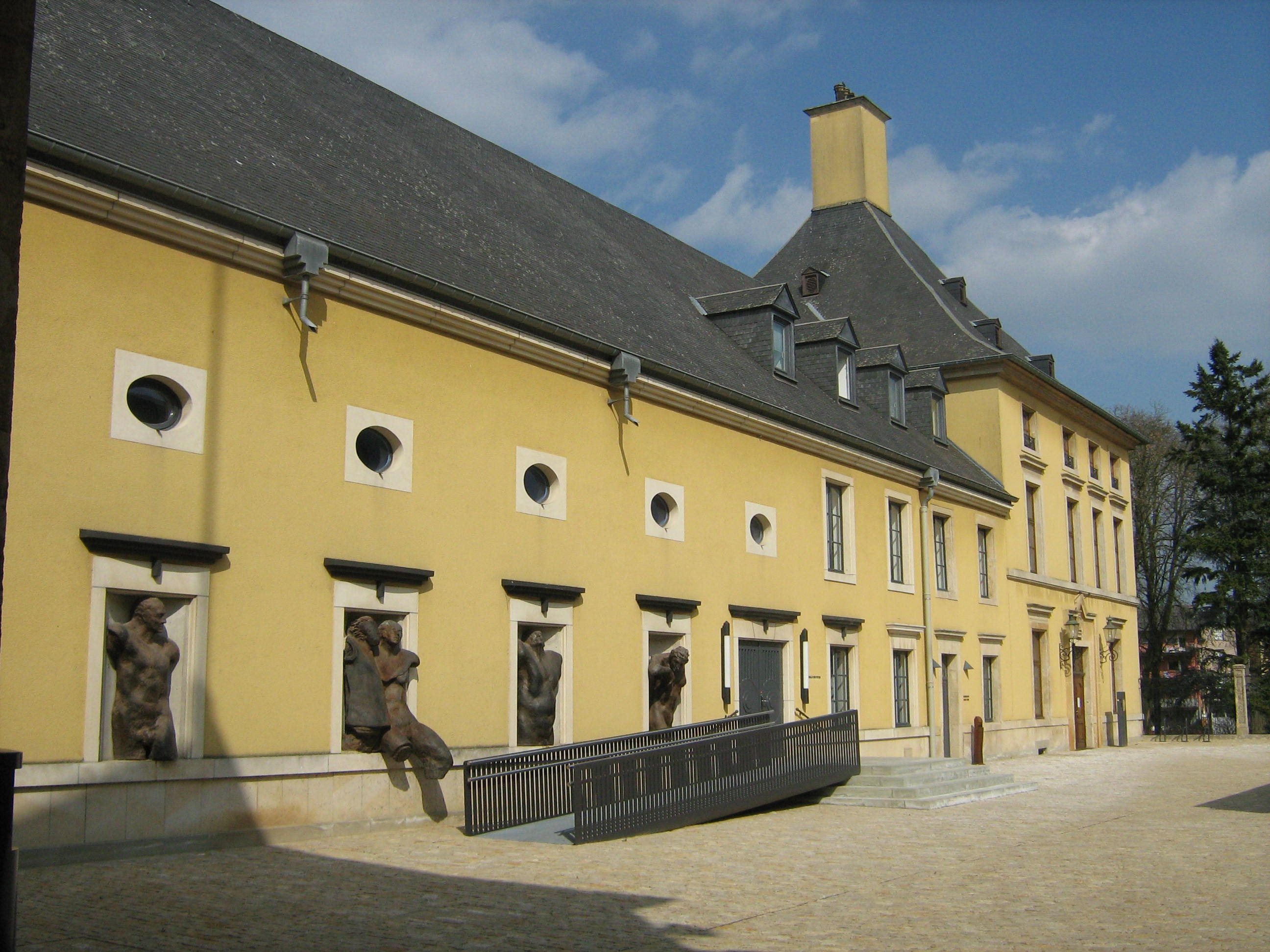
Aripa de sud
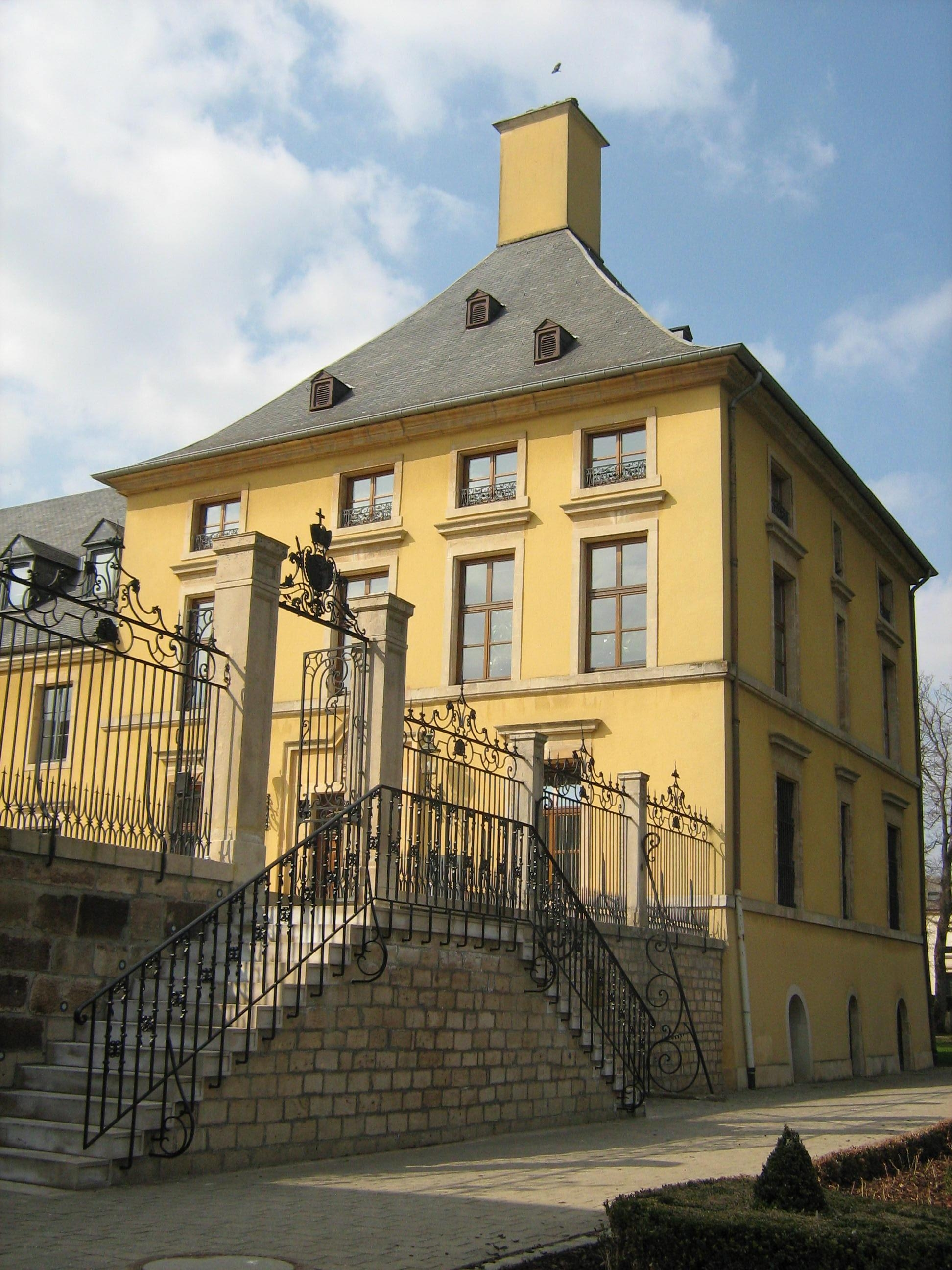
Vedere dinspre parc